# Stephansbrücke 15

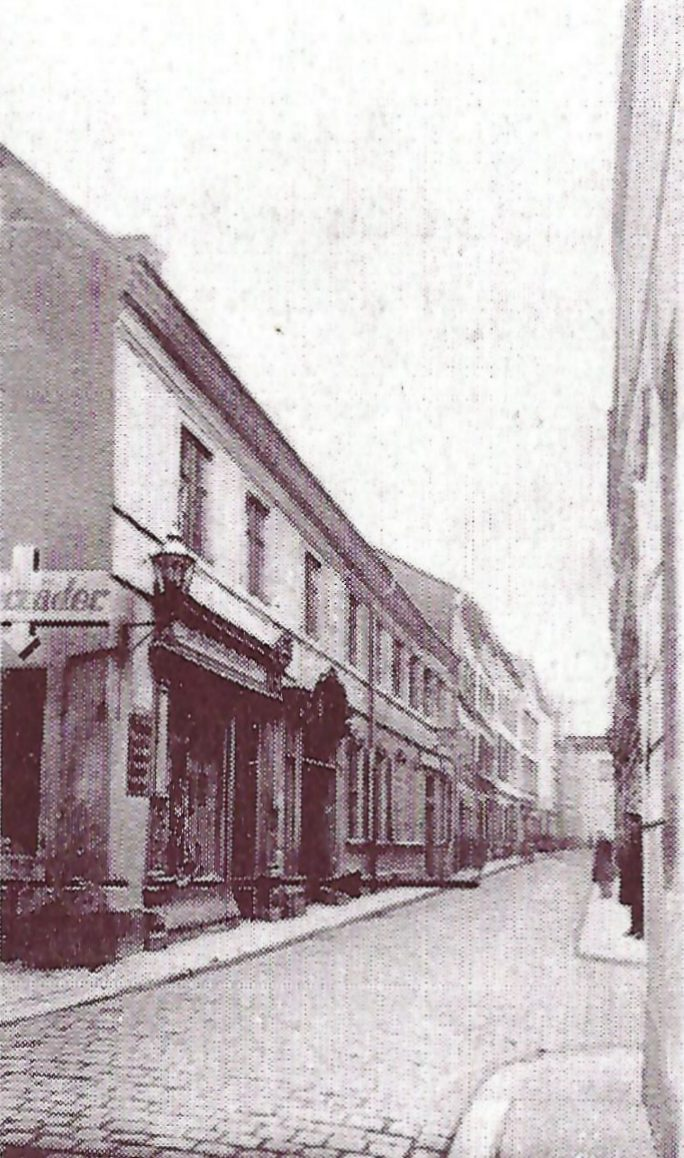
Stephansbrücke 15 (links), Blick von Norden

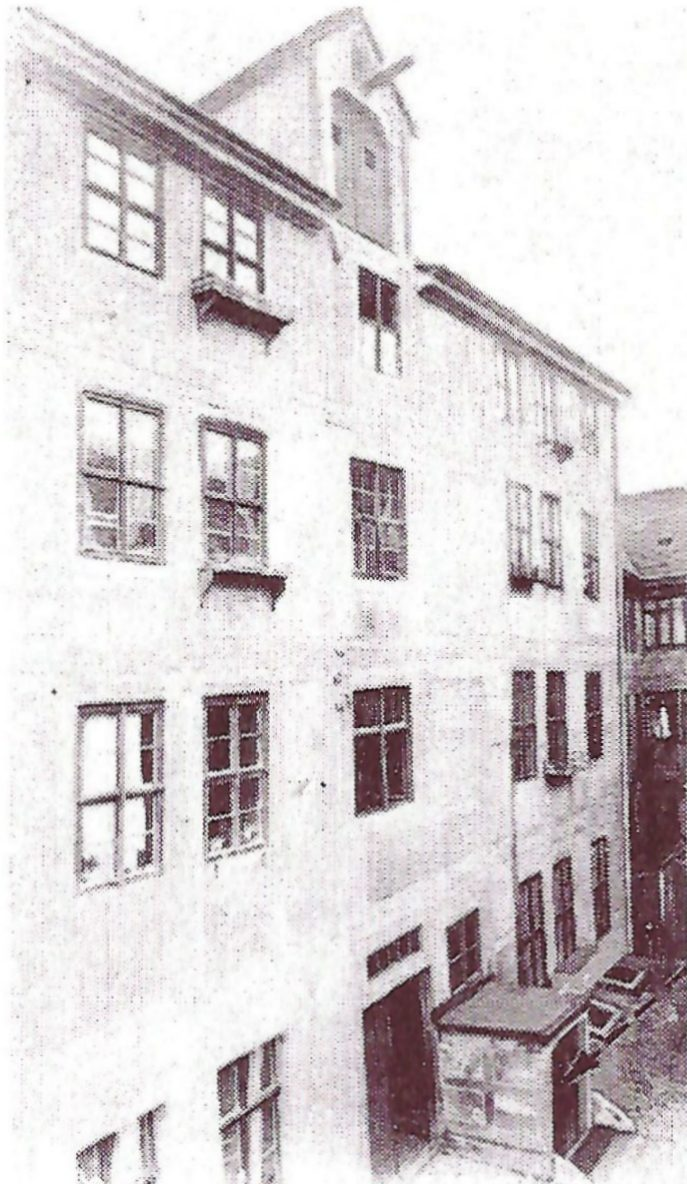
Hinterhaus (Der Pfeil verweist auf den von der Firma Schäffer & Budenberg genutzten Keller.)

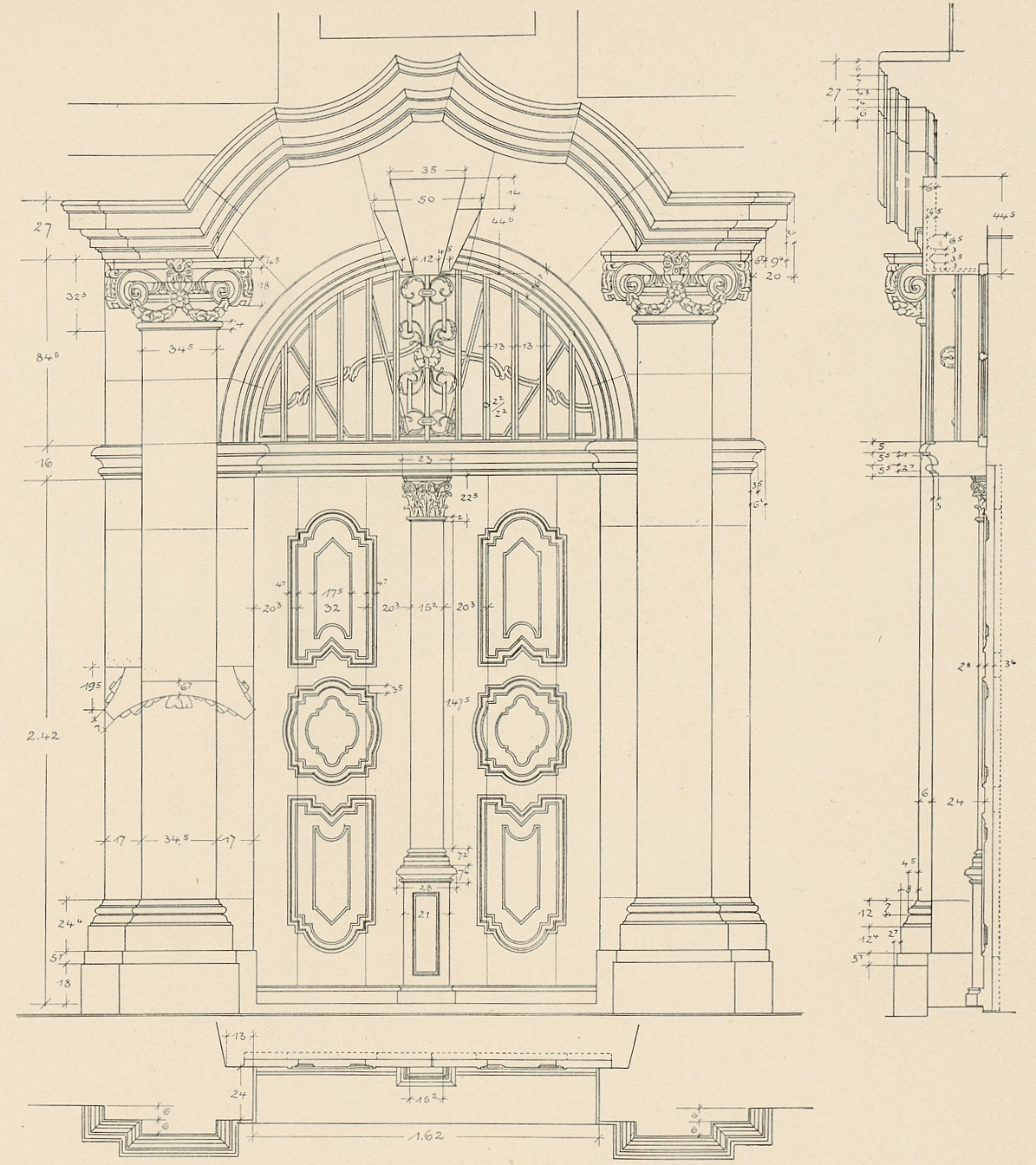
Haustür des Gebäudes Stephansbrücke 15

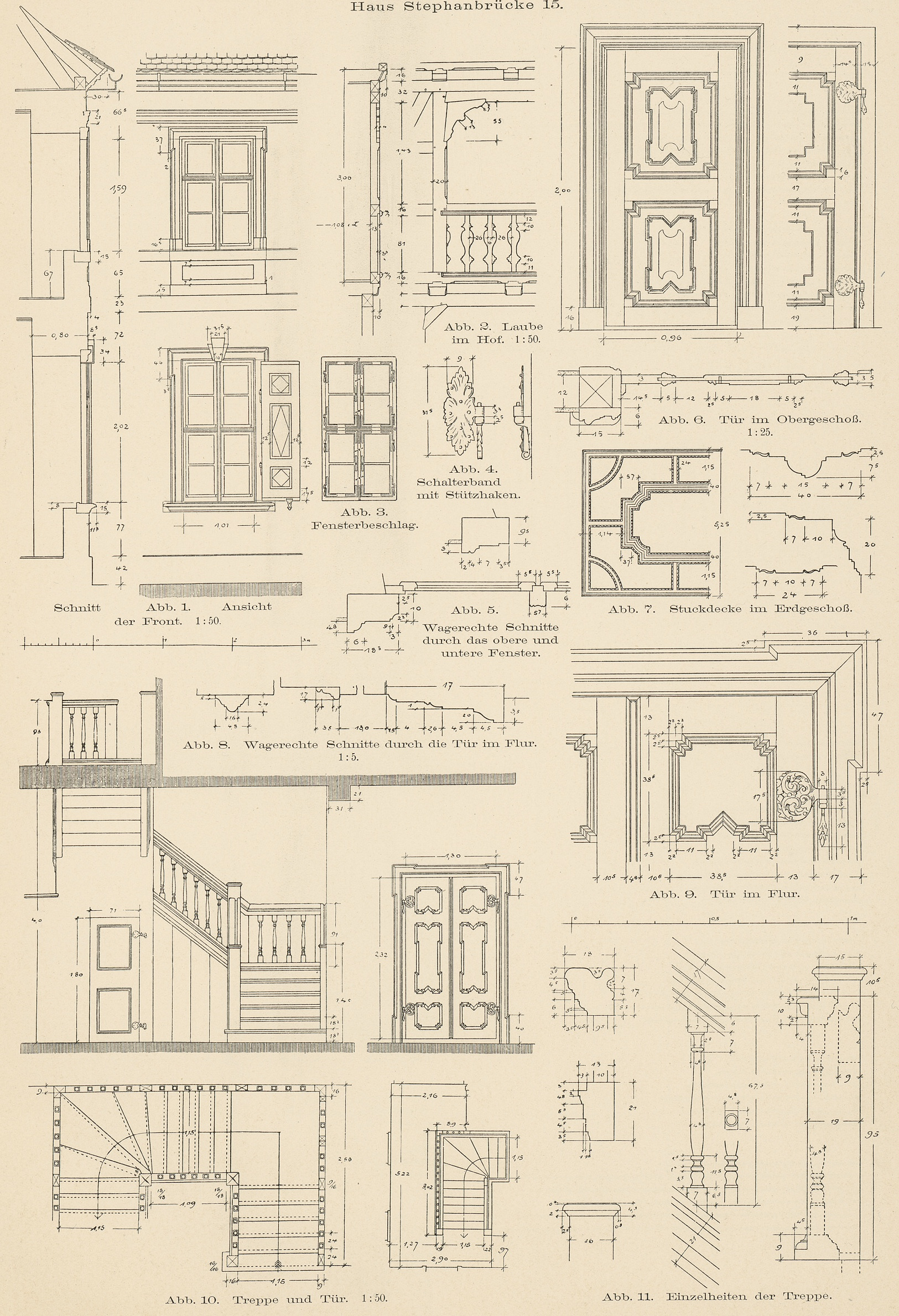
Details des Gebäudes in einer 1915 veröffentlichten Zeichnung

Das Haus Stephansbrücke 15 war ein Gebäude in Magdeburg im heutigen Sachsen-Anhalt. Es wurde im Zweiten Weltkrieg zerstört und gilt als verlorengegangenes Baudenkmal.

## Lage
Es befand sich in der Magdeburger Altstadt auf der Ostseite der Straße Stephansbrücke im sogenannten Knattergebirge. Nordwestlich, schräg gegenüber auf der anderen Straßenseite, mündete die Kleine Marktstraße auf die Stephansbrücke ein. Nördlich grenzte das Haus Zum grünen Aprikosenbaum (Stephansbrücke 16) an, dessen Flucht etwas nach Osten zurücksprang. Zum Teil wird in der Literatur wohl versehentlich das Haus Stephansbrücke 15 mit dem Hausnamen Zum grünen Aprikosenbaum geführt. Heute befindet sich in diesem Bereich eine Parkanlage.

## Architektur und Geschichte

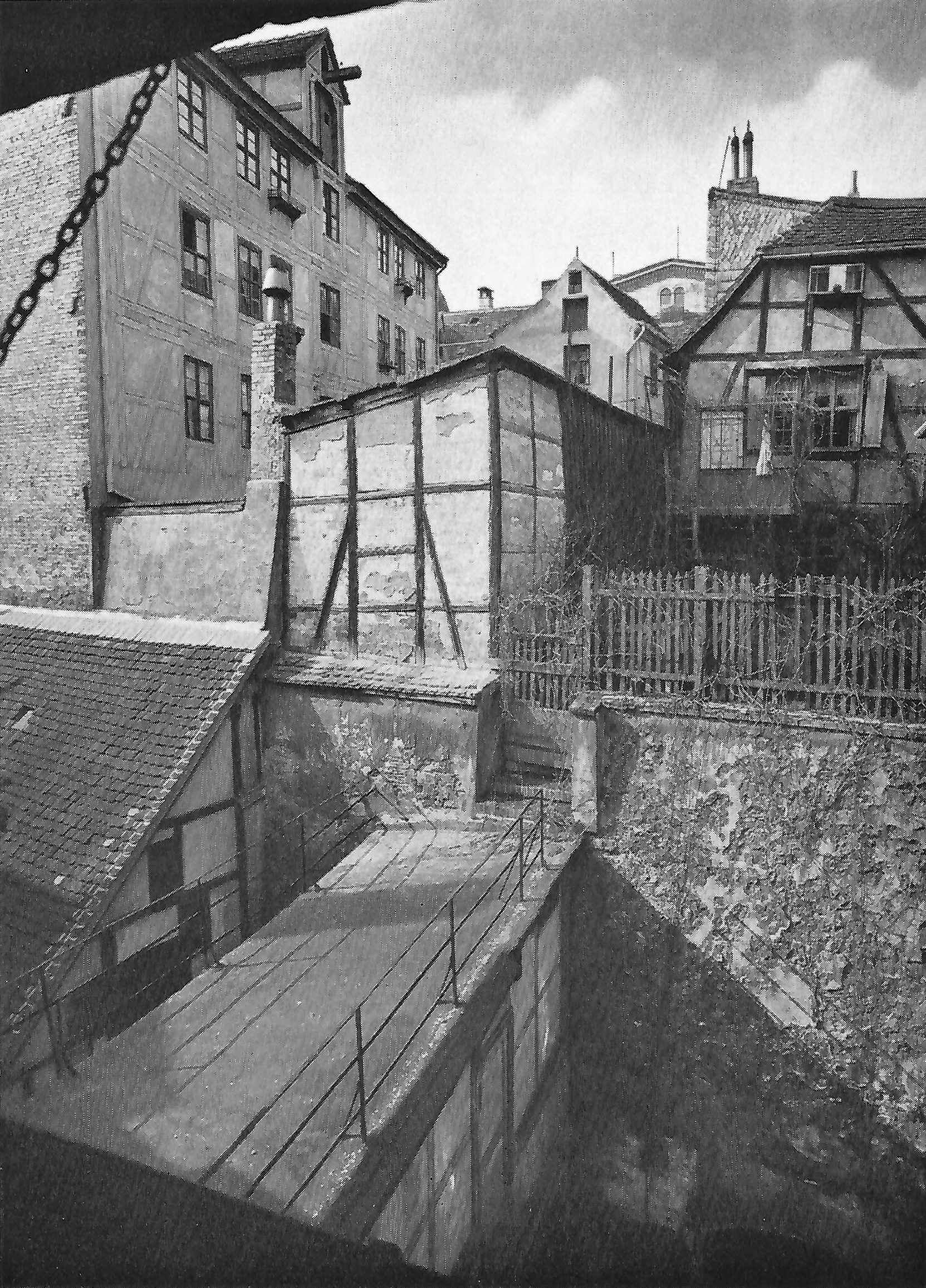
Blick von Osten auf das Hinterhaus in den 1930er Jahren

Das Gebäude wurde als Brauhaus geführt, ist jedoch in den alten Brauhauslisten der Stadt Magdeburg noch nicht gelistet. In den Jahren 1631 und 1651 ist als Eigentümerin die Witwe des Mag. Johannes Blocius genannt. Im Jahr 1651 war das Grundstück, wohl in der Folge der Zerstörung der Stadt Magdeburg im Jahr 1631 wüst. 1666/1667 war Christian Richter Eigentümer. Später ging es an der Brauer Hans Schröder, der es 1674 für 800 Taler an die Witwe des Oberstadtschreibers Philipp Hermann Baumgarten veräußerte. In den Jahren 1681 und 1718 ist ihr zweiter Mann, der Advokat Lic. Christoph Breitsprache als Besitzer genannt. Breitsprache erwarb nach hinten zum Katzensteg hin drei wüste Grundstücke, so dass sich das Grundstück bis zum Katzensteg erstreckte. 1718 wurde dort ein Tor gesetzt. Als Eigentümer folgt Kammersekretär Christian Schartau, der das Gebäude bis 1727 besaß.
Das bis zum Zweiten Weltkrieg bestehende Gebäude entstand im 18. Jahrhundert. Der verputzte zweigeschossige Bau war neunachsig ausgebildet. In der dritten Achse war der Hauseingang angeordnet. Das Portal war mit einem halbrunden Oberlicht versehen und von Pilastern flankiert, über denen sich ein gebrochener Bogen erstreckte. An den Ecken des Hauses befanden sich Lisenen, die die Geschosse zusammenfassten. Bedeckt war das Gebäude mit einem Satteldach. Auf dem Dach waren in drei Geschossen Fledermausgauben angeordnet.
Von 1852 bis 1859 produzierte das Unternehmen Schäffer & Budenberg auf dem Grundstück in einem Hinterhaus. Zuletzt waren dort 48 Arbeiter tätig.
Zumindest in den 1930er Jahren war in einem im Vorderhaus eingefügten Laden die Fahrradhandlung Herrmann Giese ansässig. Eigentümer war zu diesem Zeitpunkt die F. W. Schulze Chem. Produkte-Großhandlung.
Im Zweiten Weltkrieg wurde das Gebäude wie die umgebende Bebauung zerstört und danach nicht wieder aufgebaut. Das Grundstück ist heute unbebaut und Teil einer Parkanlage.